# كويتشي هوري
كويتشي هوري (باليابانية: 堀幸一؛ بالكانا: ほり こういち) هو لاعب كرة قاعدة ياباني، ولد في 2 أبريل 1969 في مدينة ناغاساكي في اليابان.

## وصلات خارجية
- كويتشي هوري على موقع الدوري الياباني لكرة القاعدة (الإنجليزية)
- كويتشي هوري على موقعبيزبول رفرنس.كوم (الدوري الثانوي) (الإنجليزية)